# Oscar Bonavena
Oscar Natalio Bonavena est un boxeur poids lourds argentin né le 25 septembre 1942 à Buenos Aires et mort le 22 mai 1976.

## Carrière
Surnommé Ringo en raison de sa coupe de cheveux de style Beatles, il commence sa carrière professionnelle en janvier 1964. Après 8 victoires dont 7 par KO (ayant toujours combattu à New York), il est sévèrement battu par l'expérimenté Zora Folley en février 1965. Au tapis au 8e round, il ne perd qu'aux points en étant donné perdant de 9 des 10 rounds par les juges. De retour en Argentine, il remporte 11 victoires en 1965 mais contre beaucoup d'adversaires au faible palmarès. Il devient toutefois champion d'Argentine en battant par décision unanime Gregorio Peralta en septembre. En dehors du ring, il se fait remarquer par des altercations avec des journalistes. En mars 1966, il connaît sa deuxième défaite, par disqualification, contre Jose Giorgetti, l'ancien champion d'Argentine. Il prend sa revanche contre ce dernier deux mois plus tard en gagnant par décision unanime.
En juin à New York, il combat au Madison Square Garden le champion du Canada George Chuvalo et le bat par décision unanime. En septembre, au même endroit, il rencontre la valeur montante de la catégorie, le futur champion du monde Joe Frazier. À deux reprises dans le second round, Smoking Joe va à terre. Revenant dans le match, l'américain remporte finalement le combat par décision partagée. Oscar retourne alors en Argentine pour 9 nouvelles victoires contre des adversaires de valeur très diverse.
En septembre 1967, il participe au tournoi pour le titre de champion du monde WBA dont Mohamed Ali vient d'être destitué. Il remporte son match contre le champion d'Europe Karl Mildenberger aux points par décision unanime après l'avoir envoyé au tapis 4 fois durant le combat. Cette victoire sera élue surprise de l'année par Ring Magazine. Il connaît toutefois la 4e défaite de sa carrière contre le futur champion du monde Jimmy Ellis lors du combat suivant.
Une nouvelle fois, Oscar connaît une nouvelle série de victoires en Argentine. En 1968 il prend sa revanche contre Zora Folley, qui était cependant sur le déclin, puis retrouve également Joe Frazier en fin d'année au Spectrum de Philadelphie. Après quinze rounds, Bonavena est battu une nouvelle fois aux points, cette fois par décision unanime. Le 8 août 1969, il fait match nul contre Gregorio Peralta lors de leur second combat.
En décembre 1970, il rencontre Mohamed Ali. Ce dernier, excepté un bref combat contre Jerry Quarry, n'a plus boxé depuis 3 ans et demi et veut se préparer pour son combat contre Joe Frazier. Oscar va insulter et provoquer préalablement son adversaire, cet exercice étant d'habitude réservé à Ali. Le combat est prévu en 15 rounds et lorsque le dernier démarre, Bonavena est en retard aux points pour les trois juges. Un crochet gauche d'Ali l'envoie à terre. Il se relève mais est mis encore deux fois au tapis et perd finalement par KO technique pour la première et seule fois de sa carrière.
Après cette défaite, l'Argentin combat moins souvent : il n'effectue qu'un combat en 1971 et un au début de 1972, combat qu'il perd par décision unanime contre l'ancien champion du monde des poids lourds Floyd Patterson. Fin 1973, il combat et gagne à quatre reprises contre des adversaires ayant plus de défaites que de victoires puis rencontre au début de 1974 le futur challenger mondial, Ron Lyle. Il perd par décision unanime.
Lors des deux années suivantes, il combat à sept reprises pour autant de victoires.

## Décès
En mai 1976, il est abattu d'une balle en plein cœur à Mustang Ranch, pas loin de Reno (Nevada) aux États-Unis. Oscar Bonavena repose au cimetière La Chacarita à Buenos Aires.